# Saurauia micayensis
Saurauia micayensis är en tvåhjärtbladig växtart som beskrevs av Ellsworth Paine Killip. Saurauia micayensis ingår i släktet Saurauia och familjen Actinidiaceae. Inga underarter finns listade i Catalogue of Life.